# Bernhard von Lindenau
Bernhard August von Lindenau (Altenburg, 1779. június 11. – Altenburg, 1854. május 12.) német államférfi, jogász és csillagász.

## Életútja
Lipcsében jogot tanult, aztán az altenburgi Kammerkollegiumba lépett és nemsokára Zach báró munkatársa lett a gothai csillagvizsgálóban, melynek 1804-től ideiglenes igazgatója is volt, 1808-ban véglegesítették. 1814-ben Párizsba ment, mint a weimari nagyherceg főhadsegéde. 1817-ben kamarai alelnök, 1820-ban miniszter és titkos tanácsos lett Szász-Gotha-Altenburgban. Az utolsó nagyherceg halála után, 1825-ben egyedül igazgatta a hercegséget, azután 1826-ban szász királyi szolgálatba lépett, ahol 1830-ban kabinetminiszter, a következő évben miniszterelnök és belügyminiszter lett. Fő érdemei, hogy a városok közigazgatását szabadelvű, független alapokra fektette, s hogy megalapította a földjáradék-bankot. 1834-ig volt belügyminiszter, 1843-ban pedig, miután sokáig hasztalan küzdött a konzervatív nemesség ellen, végleg visszavonult a politikától. Élete utolsó éveiben rendezte nagybecsű műkincs-gyűjteményét, melyet könyvtárával együtt az országra hagyott.

## Munkái
- Tabulae Mortis (Gotha, 1810);
- Tabulae Veneris (Eisenberg, 1811);
- Geschichte der Sternkunde im ersten Jahrzehnt des 19. Jahrhundert (Gotha, 1811); * Investigatio nova orbitae a Mercurio circa solem descriptae (uo. 1813).
- Folytatta továbbá Zach folyóiratát: Monatl. Corresp. der Erd- und Himmelskunde (uo. 1800-13) és
- Bohnenbergerrel együtt kiadta a Zeitschrift für Astronomie und verwandte Wissenschaftent (Tübingen, 1816-18).